# Pfropfchimäre

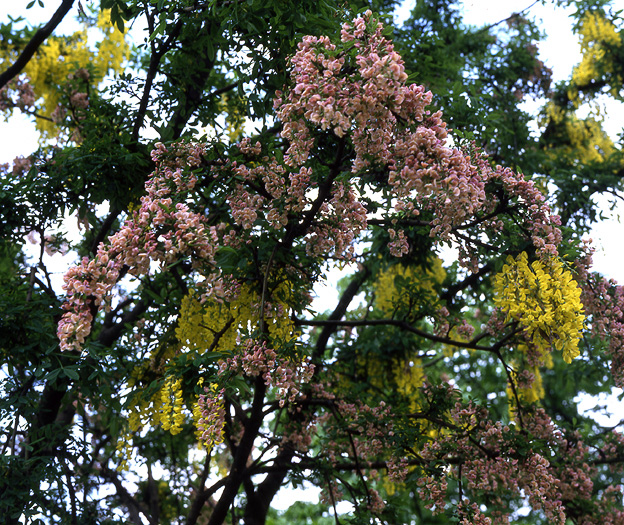
+Laburnocytisus 'Adamii' ist ein Beispiel für eine Pfropfchimäre

Eine Pfropfchimäre ist ein Begriff aus der Biologie, mit dem eine Pflanze bezeichnet wird, die aus zwei genetisch unterschiedlichen Ausgangsarten entstanden ist. Eine Pfropfchimäre entsteht an / aus der Kontaktstelle zwischen Unterlage und Edelreis und weist Eigenschaften der beiden Ausgangsarten auf.
Dabei handelt es sich nicht um eine Hybride im eigentlichen Sinne, da eine Pfropfchimäre verschiedene Zellen mit der jeweiligen genetischen Information der beiden Ausgangsarten enthält, während in den Zellen eines Hybriden die genetische Information miteinander verschmolzen ist.
Ein Pfröpfling besteht im Unterschied dazu aus der genetisch eindeutigen Unterlage und einem Edelreis – die sich bis auf den Kontakt an der Stelle der Pfropfung nicht vermischen.

## Bezeichnung

### Als Formel
Die Namen der Ausgangsarten werden in alphabetischer Reihenfolge aufgeführt und durch das Plus-Zeichen (+) verbunden: Crataegus + Mespilus. 

### Als Name
Wenn die Ausgangsarten verschiedenen Gattungen angehören, so kann ein Name vergeben werden, der sich aus den Namen der beiden Gattungen zusammensetzt. Beispiel: +Crataegomespilus ist der Name einer Pfropfchimäre (aus Vertretern der Gattungen Crataegus and Mespilus), der auch als Crataegus + Mespilus geschrieben werden kann.
Wenn die Ausgangsarten derselben Gattung angehören, so kann die Pfropfchimäre einen Cultivar-Namen erhalten – Beispiele: Syringa 'Correlata'  ist eine Pfropfchimäre von Syringa vulgaris (gewöhnlicher Flieder) und Syringa ×chinensis (ein Hybride zwischen Syringa vulgaris und Syringa laciniata). Aesculus + dallimorei ist eine Pfropfchimäre aus Aesculus hippocastanum und Aesculus flava. Dabei kann auf das „+“-Zeichen verzichtet werden, da beide Ausgangsarten derselben Familie angehören. 
Eine Pfropfchimäre darf nicht als Art benannt werden, da sie genetisch aus zwei Arten besteht.